# 拉尔亨特拉
拉尔亨特拉，是西班牙加泰罗尼亚塔拉戈纳省的一个市镇。总面积10平方公里，总人口145人（2001年），人口密度15人/平方公里。